# Doorniks porselein

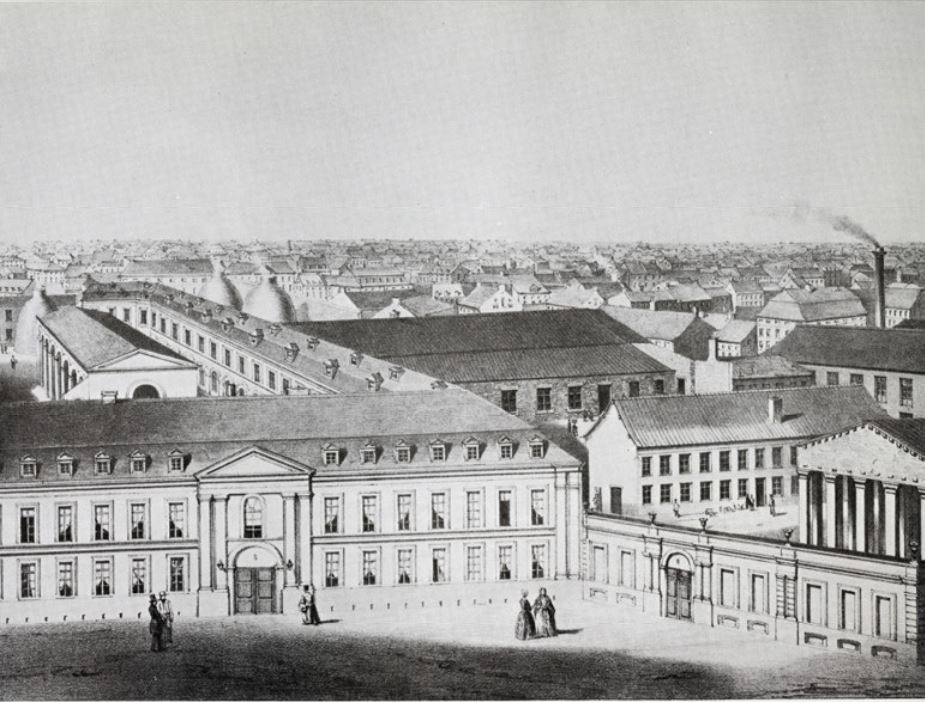
De Doornikse porseleinmanufactuur ca. 1854-56

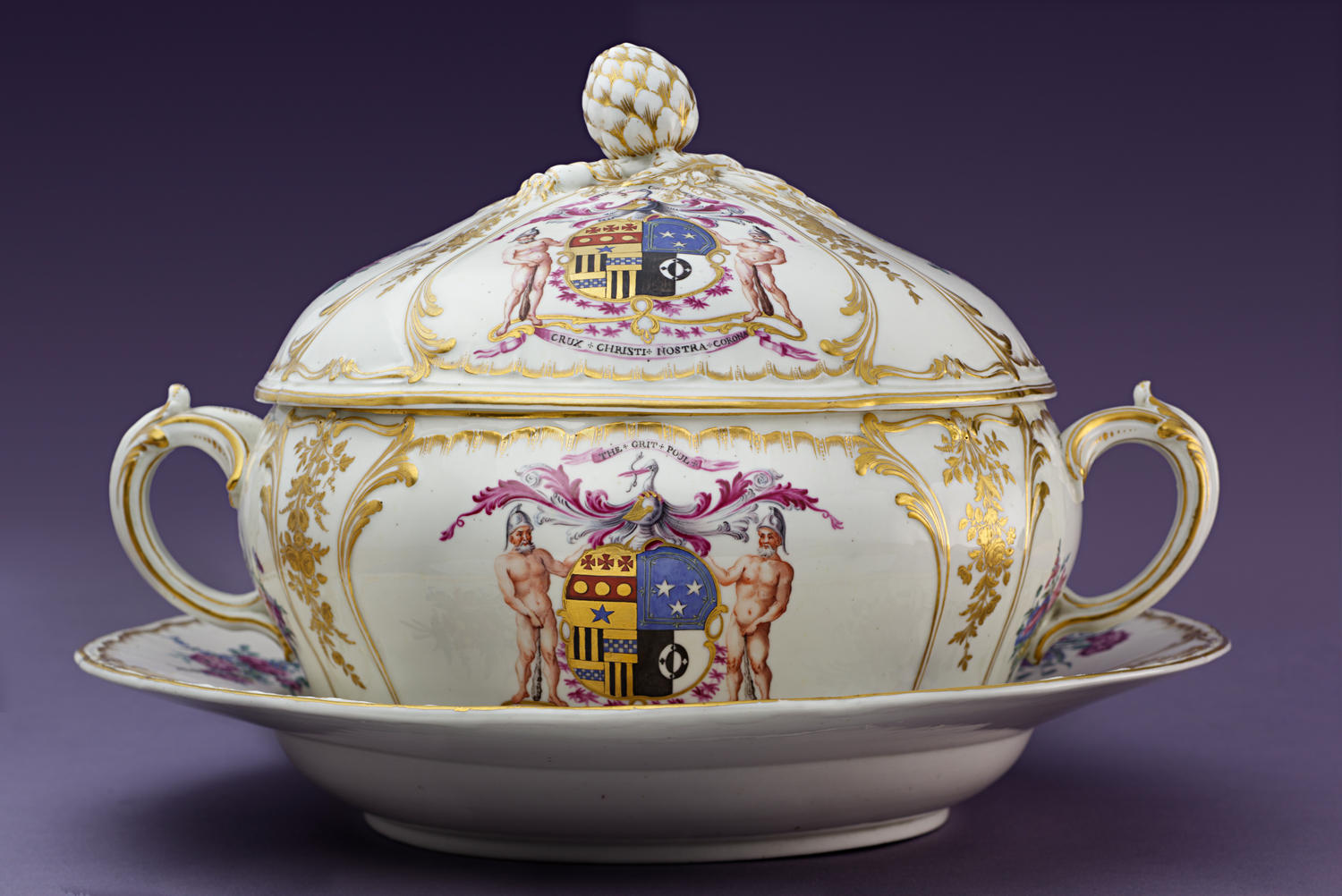
Soepterrine van William Mercer of Aldie (1770), Collectie Koning Boudewijnstichting

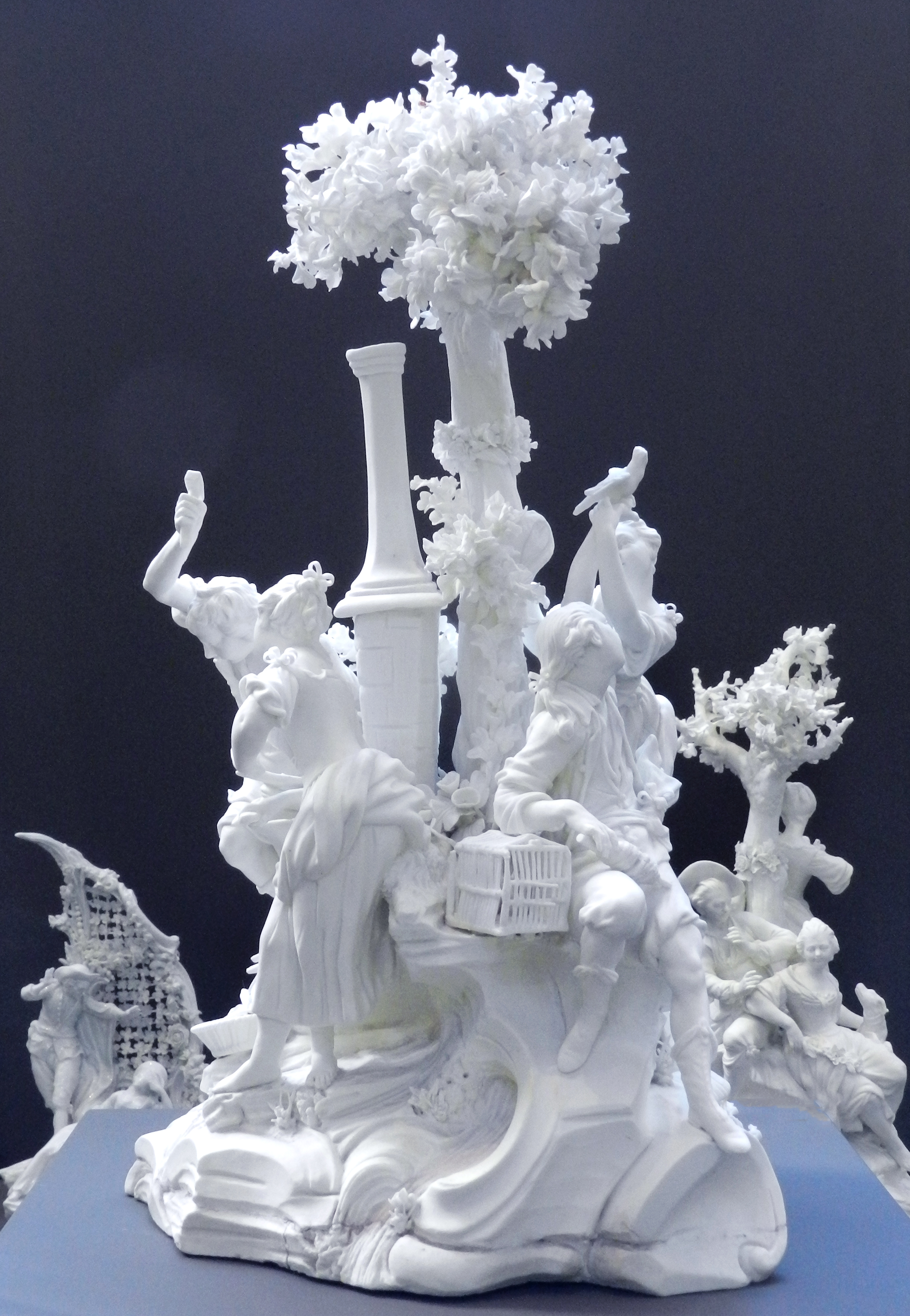
La Forge des cœurs et le cerf-volant (twee koppels rond een boom: links smeedt de man een hart, rechts houdt hij een vogel op de hand die het meisje probeert te grijpen).

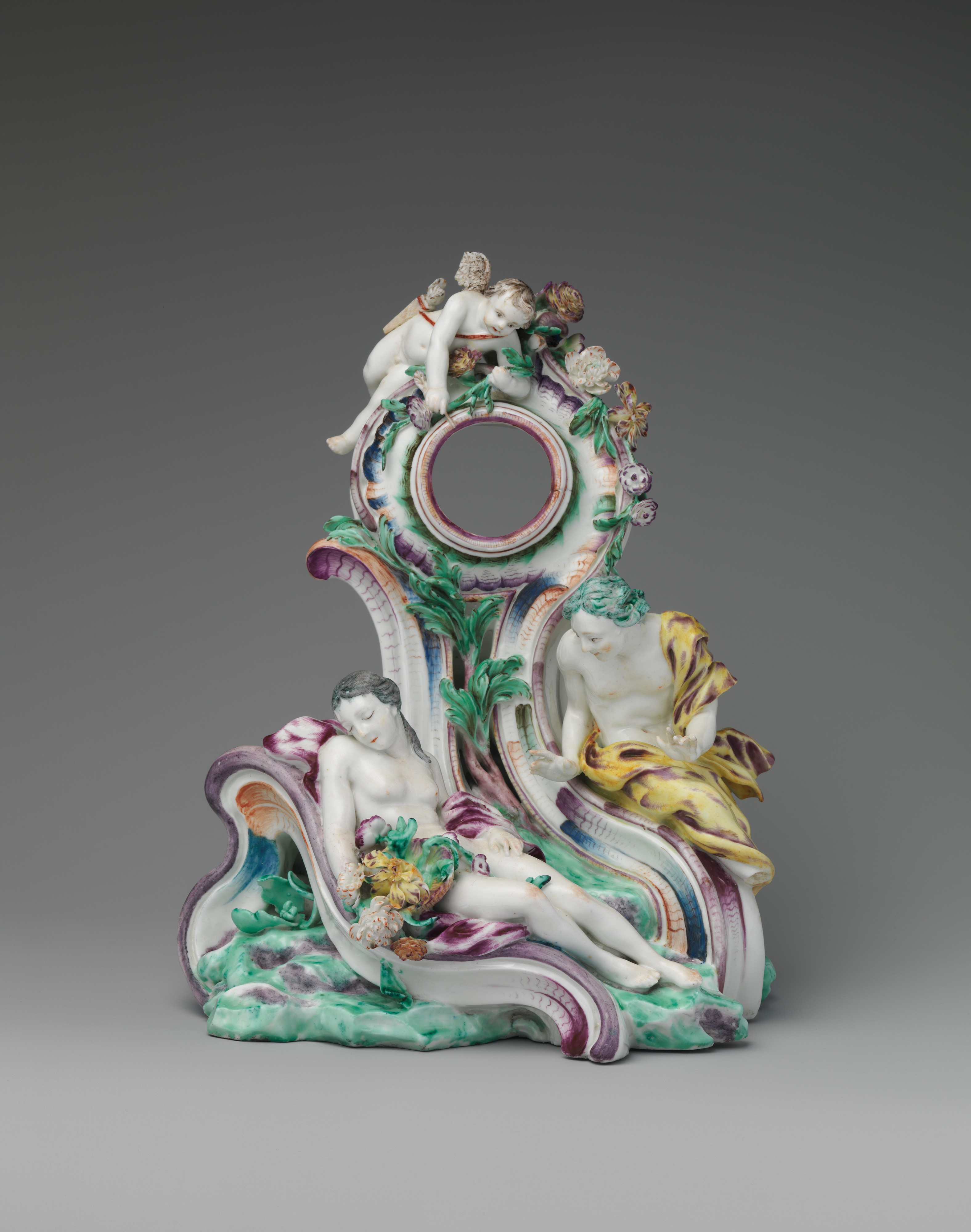
Horlogehouder (Metropolitan Museum of Art, New York)

Doorniks porselein (Porcelaine de Tournai) was een prestigieus luxeproduct dat van 1751 tot 1889 te Doornik werd vervaardigd in twee manufacturen. Het ging om zacht porselein (zonder kaolien en met loodhoudend glazuur).

## Geschiedenis
Porselein kwam naar Doornik dankzij de Fransman François-Joseph Peterinck. Hij kocht in 1751 de faiencefabriek die Carpentier er het jaar voordien had opgestart en besliste er ook porselein te gaan maken. Zo hoopte hij de Oostenrijkse markt open te breken. Voor de knowhow vertrouwde hij op de Franse broers Gilles en Robert Dubois. Landvoogd Karel van Lorreinen, die een prachtige porseleinen luster had gekregen als blijk van meesterschap, gaf hem het recht de titel Manufacture Impériale et Royale te dragen (1752) en keizerin Maria-Theresia verleende een monopolie voor dertig jaar op de productie van fijn porselein in de Oostenrijkse Nederlanden (1753). Als merk gebruikte hij de burchttoren uit het Doornikse stadswapen (vanaf 1763 vervangen door twee gekruiste zwaarden).
Peterinck associeerde zich in 1756 met de Brusselaars Caters en Van Schoor en trok Franse kunstenaars aan voor complexe ontwerpen (de schilder Claude Borne in 1752 en de beeldhouwer Antoine Gillis in 1756). Die laatste richtte een academie op in Doornik waar porseleinschilders en -modelleerders zouden worden opgeleid buiten de gilden om. Onder meer zijn leerling Nicolas Lecreux studeerde er af. Het schilderen in de manufactuur gebeurde vanaf 1755 onder de verantwoordelijkheid van Jean-Claude Cardon de Berteauvillet uit Soissons. Hij werd in 1763 opgevolgd als 'Japanneerder' door Michel-Joseph Duvivier, een Doorniknaar die in Chelsea had gewerkt.
In 1762 zette Peterinck een groter fabrieksgebouw neer. Hij zag de omzet gestaag oplopen, met export naar Nederland, Frankrijk, Duitsland, Spanje en Rusland (in 1771 opende hij winkels in Amsterdam en Cadiz). Nochtans bleef zijn manufactuur financieel een hachelijke onderneming. Ze kon in 1780, toen ze 400 mensen tewerk stelde, alleen overleven dankzij stedelijk geld en een hernieuwing van het monopolie voor 25 jaar (zij het voor een kleiner gebied). De sceptisch geworden vennoten - die Peterinck zelfs een tijd hadden laten gevangenzetten wegens achterhouding van fabrieksgeheimen - werden uitgekocht voor 183.000 florijnen. Ondertussen was de kwaliteit verder gestegen dankzij beter pasta gemaakt in wind- en paardenmolens. Dit kwam ten goede aan het 'gewone' porselein (klassiek blauw-wit versierd of met landschappen in purperen camaïeu), maar natuurlijk ook aan het exclusieve segment met geschilderde bloemen, vruchten en dieren. Beroemd is de reusachtige bestelling van de duc d'Orléans uit 1787 in een poging om aan zijn neef Lodewijk XVI te bewijzen dat Doornik betere waar leverde dan Sèvres. Het resultaat, een polychroom servies van 1603 stuks, beschilderd met ornithologisch verantwoorde vogels uit de werken van Buffon, Catesby en Edwards, was misschien voldoende om de koning de loef af te steken, maar de manufactuur kreeg er nooit voor betaald.
Na de dood van Peterinck in 1799 zette zijn 42-jarige dochter Amélie de manufactuur voort, waarover haar echtgenoot Jean-Maximilien de Bettignies drie jaar de leiding had (tot zijn overlijden in 1802). Artistiek directeur Joseph Mayer, die in 1774 in dienst was gekomen en tot 1825 zou blijven, zorgde voor continuïteit. Toch had de lastige Peterinck de voorwaarden geschapen voor een familiaal schisma. Zijn zoon Charles Peterinck-Gérard opende rond 1800 een tweede porseleinmanufactuur in Doornik, die zou bestaan tot 1885. Beide fabrieken legden zich steeds meer toe op blauw-witte porselein. Amélie Peterinck-Bettegnies stierf in 1808 en liet het originele bedrijf over aan drie van haar acht kinderen, bijgestaan door Maurice Saint-Léger (nieuwe firmanaam: Ragon, de Bettignies et Cie). Zij konden het faillissement niet afwenden (1814).
Een voorlopig bewindvoerder hield de productie gaande dankzij een bestelling van koning Willem I der Nederlanden en verkocht de manufactuur aan Olympe de Bettignies, die ze na twee jaar overdroeg aan haar broer Henri-François de Bettignies. Na 33 jaar aan het hoofd deed hij de porseleinfabriek, met een honderdtal werknemers, in 1850 over aan Boch et Frères. De leiding kwam in 1875 in handen van Hubert Dasseborne. Na een stuurloze periode kwam Charles Levy in 1882 aan het hoofd. Hij begon ook hard porselein te maken, maar dat kon het tij niet keren. De manufactuur ging voor de tweede keer failliet en op 21 augustus 1889 werd het laatste porselein gebakken. De arbeiders konden binnen de groep blijven werken in Sarreguemines en Kéramis, de kunstafdeling van Boch, nam in 1891 de meeste vormen en graveertafels over.

## Collecties
Doorniks porselein is te zien in:

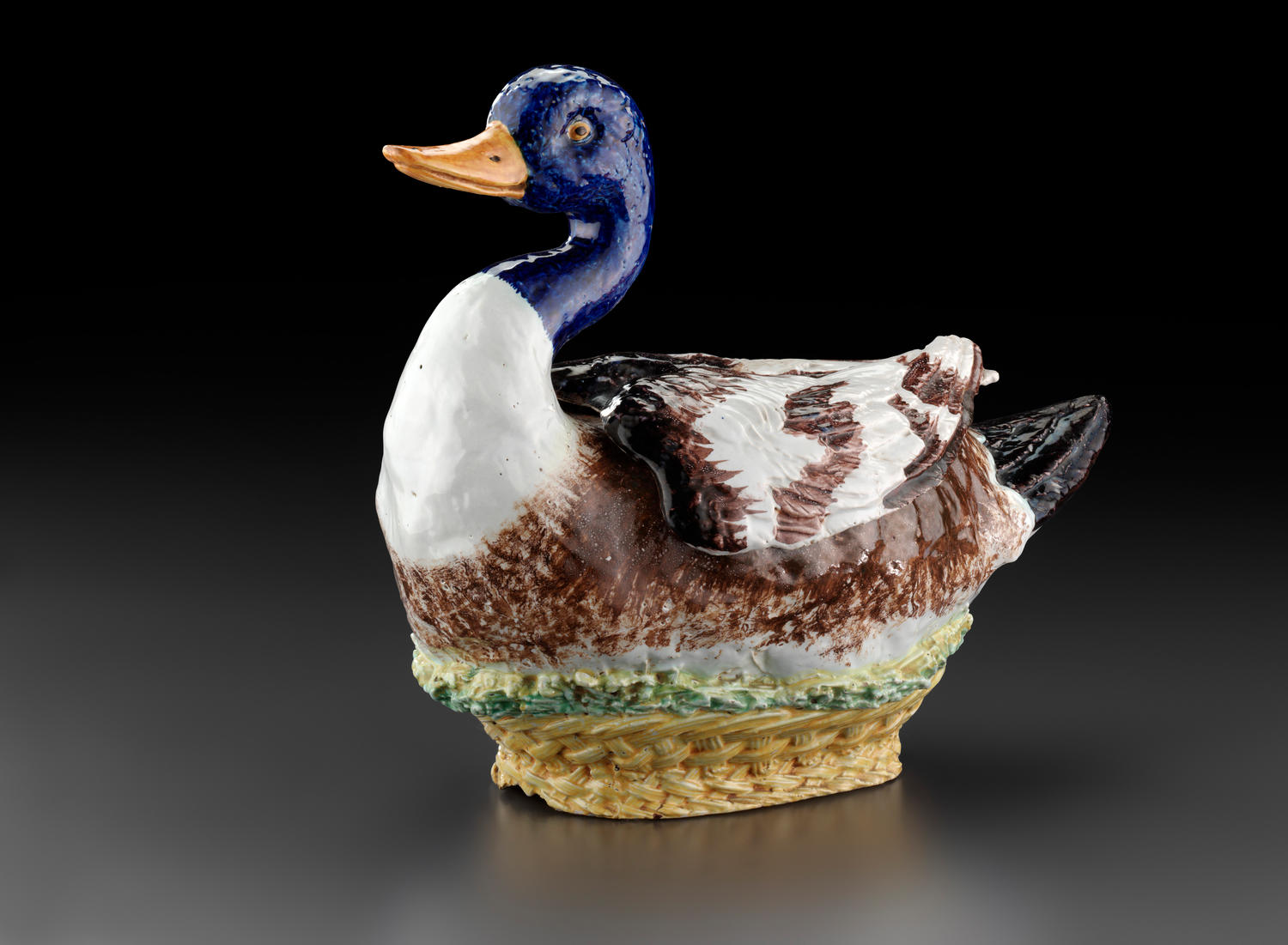
Philippe Mombaers, Terrine in de vorm van een eend (1701), collectie Koning Boudewijnstichting.

- Musée Royal de Mariemont, Morlanwelz (ca. 2000 stukken)
- Museum Kunst & Geschiedenis, Brussel
- Musée d'Histoire et des Arts Décoratifs, Doornik
- Museo delle porcellane, Firenze
- Victoria and Albert Museum, Londen
- Musée des Beaux-Arts, Arras
- Musée des Beaux-Arts, Lyon
- Musée National de la Céramique, Sèvres